# Młodzieżowe Mistrzostwa NACAC w Lekkoatletyce 2004
3. Młodzieżowe Mistrzostwa NACAC w Lekkoatletyce – zawody lekkoatletyczne dla sportowców do lat 23, które odbyły się od 30 lipca do 1 sierpnia 2004 roku w Sherbrooke, na Stade de l'Université de Sherbrooke. Impreza odbyła się pod egidą North America, Central America and Caribbean Athletic Association. 
Pierwszy raz w imprezie wystartowali tylko młodzieżowcy (zawodnicy do lat 23) – w dwóch poprzednich edycjach brali udział lekkoatleci w wieku do lat 25. 

## Rezultaty

### Mężczyźni
| Konkurencja:                  | 1. miejsce                                                                          | Rezultat  | 2. miejsce                                                             | Rezultat  | 3. miejsce                                                                 | Rezultat  |
| Bieg na 100 m                 | Churandy Martina                                                                    | 10.21     | Ernest Wiggins                                                         | 10.33     | Sean Lambert                                                               | 10.40     |
| Bieg na 200 m                 | Wallace Spearmon                                                                    | 20.59     | Churandy Martina                                                       | 20.75     | Kyle Farmer                                                                | 20.85     |
| Bieg na 400 m                 | Tyler Christopher                                                                   | 45.25     | Andrae Williams                                                        | 45.91     | Sekou Clarke                                                               | 45.98     |
| Bieg na 800 m                 | Marc Sylvestre                                                                      | 1:48.60   | Shaun Smith                                                            | 1:49.28   | Erik Sproll                                                                | 1:49.38   |
| Bieg na 1500 m                | Graeme Wells                                                                        | 3:49.30   | Juan Almonte                                                           | 3:51.29   | David Roulston                                                             | 3:52.12   |
| Bieg na 5000 m                | Antonio Cortez                                                                      | 14:47.32  | Julio César Pérez                                                      | 14:53.98  | Ryan Sheehan                                                               | 14:59.84  |
| Bieg na 110 m przez płotki    | Josh Walker                                                                         | 13.78     | Eric Mitchum                                                           | 13.86     | Ricardo Melbourne                                                          | 14.10     |
| Bieg na 400 m przez płotki    | LaRon Bennett                                                                       | 49.40     | Ben Wiggins                                                            | 49.93     | Adrian Findlay                                                             | 49.95     |
| Bieg na 3000 m z przeszkodami | Noé Durado                                                                          | 8:52.42   | Steve Zieminski                                                        | 8:56.35   | Ian Dobson                                                                 | 8:58.82   |
| Sztafeta 4 x 100 m            | Stany Zjednoczone · Wes Felix · Wallace Spearmon · Kyle Farmer · Ernest Wiggins     | 39.03     | Barbados · Jamal Simmons · Andrew Hinds · Wilan Louis · Jason Hunte    | 39.83     | Bahamy · Fernarder Lowell · Jerrell Forbes · Adrian Carey · Derrick Atkins | 40.24     |
| Sztafeta 4 x 400 m            | Stany Zjednoczone · Craig Everhart · Benjamin Wiggins · LaRon Bennett · Andrew Rock | 3:02.36   | Jamajka · Orlando Reid · Oral Thompson · Isa Phillips · Adrian Findlay | 3:05.79   | Barbados · Jason Hunte · Wilan Louis · Samuel Payne · Jamal Simmons        | 3:11.54   |
| Skok wzwyż                    | Keith Moffatt                                                                       | 2.15      | Teak Wilburn                                                           | 2.15      | Damon Thompson                                                             | 2.10      |
| Skok o tyczce                 | Jon Takahashi                                                                       | 5.20      | Cristián Sánchez                                                       | 5.10      | David Foley                                                                | 5.00      |
| Skok w dal                    | Juane Armon                                                                         | 7.52      | Matt Mason                                                             | 7.43      | Adrian Griffith                                                            | 7.20      |
| Trójskok                      | Aarik Wilson                                                                        | 16.69     | Allen Simms                                                            | 16.24     | Kenneth Sylvester                                                          | 15.73     |
| Pchnięcie kulą                | Jeff Chakouian                                                                      | 18.74     | Dan Taylor                                                             | 18.73     | Dorian Scott                                                               | 17.62     |
| Rzut dyskiem                  | Michael Robertson                                                                   | 58.57     | Karl Erickson                                                          | 55.83     | James Steacy                                                               | 53.11     |
| Rzut młotem                   | James Steacy                                                                        | 69.82     | Dan Taylor                                                             | 63.13     | Luis García                                                                | 58.27     |
| Rzut oszczepem                | Eric Brown                                                                          | 73.11     | Paul Pisano                                                            | 70.37     | Michael Harber                                                             | 66.37     |
| Dziesięciobój                 | Trey Hardee                                                                         | 7218 pkt. | Travis Brandstatter                                                    | 7121 pkt. | Jamie Adjetey-Nelson                                                       | 6733 pkt. |

### Kobiety
| Konkurencja:                  | 1. miejsce                                                                                 | Rezultat  | 2. miejsce                                                                      | Rezultat  | 3. miejsce                                                              | Rezultat  |
| Bieg na 100 m                 | Nadine Palmer                                                                              | 11.39     | Kerron Stewart                                                                  | 11.40     | Virginia Powell                                                         | 11.60     |
| Bieg na 200 m                 | Lakadron Ivery                                                                             | 24.42     | Shernette Hyatt-Davis                                                           | 24.63     | Amandi Rhett                                                            | 24.71     |
| Bieg na 400 m                 | Tiandra Ponteen                                                                            | 51.19     | DeeDee Trotter                                                                  | 51.46     | Monique Henderson                                                       | 51.67     |
| Bieg na 800 m                 | Carlene Robinson                                                                           | 2:04.04   | Julia Howard                                                                    | 2:05.81   | Brooke Patterson                                                        | 2:06.62   |
| Bieg na 1500 m                | Darolyn Trembath                                                                           | 4:29.20   | Shannon Slater                                                                  | 4:31.88   |                                                                         |           |
| Bieg na 5000 m                | Jamie Krzyminski                                                                           | 16:26.51  | Emily Kroshus                                                                   | 16:54.53  | María Elena Valencia                                                    | 17:05.90  |
| Bieg na 100 m przez płotki    | LoLo Jones                                                                                 | 13.05     | Kasia Williams                                                                  | 13.27     | Sani Roseby                                                             | 13.27     |
| Bieg na 400 m przez płotki    | Shevon Stoddart                                                                            | 56.86     | Dominique Darden                                                                | 57.02     | Camile Robinson                                                         | 58.00     |
| Bieg na 3000 m z przeszkodami | Amber Ferner                                                                               | 10:33.03  | Jinny Hanifan                                                                   | 10:48.54  | Kristin Carpenter                                                       | 11:46.94  |
| Sztafeta 4 x 100 m            | Jamajka · Kerron Stewart · Nadine Palmer · Shernette Hyatt-Davis · Alecia Sewell           | 43.62     | Stany Zjednoczone · LoLo Jones · Virginia Powell · Sani Roseby · Lakadron Ivery | 43.63     | Barbados · Lyn-Marie Cox · Geena Williams · Jade Bailey · Lian Lucas    | 44.34     |
| Sztafeta 4 x 400 m            | Stany Zjednoczone · DeeDee Trotter · Charlette Griggs · Cassandra Reed · Monique Henderson | 3:29.10   | Jamajka · Moya Thompson · Carlene Robinson · Shevon Stoddart · Camille Robinson | 3:35.42   | Barbados · Lyn-Marie Cox · Geena Williams · Letitia Gilkes · Lian Lucas | 3:50.62   |
| Skok wzwyż                    | Kaylene Wagner                                                                             | 1.87      | Levern Spencer                                                                  | 1.85      | Kristen Matthews Deirdre Mullen                                         | 1.79      |
| Skok o tyczce                 | Cecilia Villar                                                                             | 3.60      | Sue Kupper                                                                      | 3.60      |                                                                         |           |
| Skok w dal                    | April Holliness                                                                            | 6.28w     | Kedine Geddes                                                                   | 6.26w     | Chelsea Hammond                                                         | 6.24w     |
| Trójskok                      | Chi Chi Aduba                                                                              | 13.32     | María Espencer                                                                  | 12.80w    | Luan Weekes                                                             | 11.92     |
| Pchnięcie kulą                | Laura Gerraughty                                                                           | 17.32     | Jillian Camarena                                                                | 17.11     | Zara Northover                                                          | 15.91     |
| Rzut dyskiem                  | Becky Breisch                                                                              | 53.26     | Dayana Octavien                                                                 | 48.95     | Novelle Murray                                                          | 46.51     |
| Rzut młotem                   | Loree Smith                                                                                | 63.83     | Jessica Cosby                                                                   | 63.70     | Sultana Frizell                                                         | 57.38     |
| Rzut oszczepem                | Dana Pounds                                                                                | 53.15     | Ana Erika Gutiérrez                                                             | 49.49     | Erma-Gene Evans                                                         | 48.86     |
| Siedmiobój                    | Jackie Johnson                                                                             | 5485 pkt. | Brooke Meredith                                                                 | 5048 pkt. | Samantha Anderson                                                       | 4966 pkt. |